# Olearia furfuracea
Olearia furfuracea là một loài thực vật có hoa trong họ Cúc. Loài này được (A.Rich.) Hook.f. mô tả khoa học đầu tiên năm 1864.